# Bitkowo (powiat Gołdapski)
Bitkowo (Duits: Bittkowen; 1938-1945: Bittkau) is een plaats in het Poolse woiwodschap Ermland-Mazurië, in het district Gołdapski. De plaats maakt deel uit van de stad- en landgemeente Gołdap.